# 尋伺
尋伺，又譯覺觀，佛教術語，指思考與探查，是由尋（vitarka，vitakka）與伺（vicāra），這兩種心所組成的複合詞。這兩個單字經常成對出現。尋伺，這兩個心所在靜慮時發生作用，出現於初禪階段，是五禪支之一，在進入二禪之後的階段將會逐漸止息。

## 字源
尋，又譯覺，意思是尋思，思考，探索，尋思，是心投向某個對象，注意這個對象時，首先會引發的心所。其梵文字根來自於（vi）與（tarka）。
- （vi），是動詞與名詞的前綴，有朝向、意圖等意思。
- （tarka），是推理與探究的意思。

組成單字，有思考，開始思考某個對象，開始推理，開始心理上的活動，開始理智的探討，注意力被思考分散等意思。在一般的思考過程，以至於進行禪那的初始階段中，都會有尋的活動。
伺，又譯觀，是伺察，投注，深究，對於尋指向的對象，進行深入探究時的心所。梵文字根為：
- （vi）
- （car），意為移動，漫游，從對象取得知識。

伺的意思是探究，是接續在尋（vitarka）之後，後續的推理與思考。

## 概論
尋，伺二者皆是心的作用，尋是較粗顯的注意，主動尋求對象。伺，是比較細微的注意，在尋之後發生作用，進行持續的思考探究。
尋與伺的差異在於心的粗顯與細微。在阿毗達摩中，常用鐘聲、樂器聲的大小聲階段，以及用鳥飛行動作的前後階段來比喻尋與伺的不同。